# Rullstolsdans
Rullstolsdans är en dansform, som utövas både som socialdans och i tävlingsform, där åtminstone en av de bägge parterna sitter i en rullstol. Rullstolsdans startade i Sverige 1968, ursprungligen för rekreation eller rehabilitering. Pionjär är Els-Britt Larsson (gift Freijd).

## Rullstolsdanssport
Den första tävlingen hölls i Västerås 1975. Vid internationella rullstolsdanskommitténs möte i Duisburg, i samband med EM i Rullstolsdanssport år 1995, fattas beslut om att Sverige skall få arrangera Europamästerskapen, 1997. Härnösand blir platsen och under övervarande av Drottning Silvia och med hemmapublik koras historiens första svenska Europamästare i rullstolsdans, Görel Carlsson och Johan Andersson. Flera regionala och internationella tävlingar följde och ett första VM hölls i Nagano, Japan, 1998. 
Sedan 1998, administreras rullstolsdanssport av IPC Wheelchair Dance Sport (IPC WDS), även om det inte är en del av paralympiska programmet idag. Sporten införlivades i World DanceSport Federation (WDSF) 2008. Internationellt förekommer tävlingar i rullstolsdanssport på flera kontinenter. Oftast handlar det då om fem standarddanser och fem latinamerikanska danser som tillsammans kan bli “10-danstävling” i pardans. Dessutom tävlas i rock'n roll, freestyledans, combidans, duodans och formationsdans. Vid VM i Rullstolsdanssport i Hannover i  Tyskland år 2010 deltog 150 dansare  från 21 nationer (Sverige deltog inte).
Senaste VM hölls år 2019 i Bonn i Tyskland. 2021 års mästerskap i Ulsan i Sydkorea ställdes in på grund av Covid-19-pandemin.

## Tävlingar
Precis som i andra idrotter finns det en rad olika tävlingar inom Rullstolsdanssport. Det finns internationella mästerskap, så som europamästerskapet och världsmästerskapen, regionala mästerskap (kontinentala) och vanliga internationella danstävlingar. Nationella tävlingar består av olika cuper samt årliga svenska mästerskap. När SM i rullstolsdansport avvecklades den 26 oktober 2013 i Norrköping tävlades i följande dansgrenar: Bugg, Vals, Hambo och Freestyle i klass 1 och klass 2. Pekingcupen avgjordes i Öppen klass samt Nybörjarklass.

### Klasser
Rullstolsdans utövas av idrottare med rörelsehinder.
- Klass 1 - påtagligt nedsatt funktion i överkropp, armar eller händer. Det kan handla om t.ex. balans, motorik, styrka och uthållighet.
- Klass 2 - ingen eller ringa nedsättning av funktionerna enligt ovan.
- Öppen klass (Ö) - Till för de utövare, som har en funktionsnedsättning, men inte fyller kraven på minsta handikapp.
- Duo är när båda parterna sitter i rullstol
- Combi är när en danspartner är gående och en danspartner sitter i rullstol.

### Svenska Mästerskapen
- 2018-05-19 SM och Scandic Nordic Cup[3] Norrköping
- 2017 i samband med SM-veckan i Söderhamn
- 2016-07-09 Norrköping
- 2015 Göteborg
- 2014 Jönköping
- 2013-10-26 SM och Pekingcupen Norrköping
- 2012 SM och Pekingcupen Norrköping
- 2011 Svenska Mästerskapen i Rullstolsdans[4], Göteborg
- 2010 Svenska Mästerskapen i Rullstolsdans genomförs tillsammans med 4 andra idrotter (Goalboll, Rullstolsbasket, Simning och Skytte) under Svenska Handikappidrottsspelen 2010, Svenskt Mästerskap samt Tunacupen lördag[5] Eskilstuna
- 2009 Svenska Mästerskapen (SM) i Rullstolsdans och Pekingcupen, Norrköping
- 2008 SM och Bollnäscupen Bollnäs
- 2007 SM och Pekingcupen Norrköping
- 2006 SM och Falbygdscupen Falköping
- 2005 SM och Spircupen Kalmar
- 2004 Halmstad
- 2003 Solna
- 2002 Eskilstuna
- 2001 Örebro
- 2000 Västerås
- 1999 Växjö
- 1998 Eskilstuna
- 1997 Tibro
- 1996 Norrköping
- 1995 Stockholm Historiskt första genomförda SM!
- 1994 Riksmästerskap i Rullstolsdans i samband med Solnaspelen, Stockholm

### Europamästerskap
|  | 1991 | München                     | Tyskland      |
|  | 1993 | Oslo                        | Norge         |
|  | 1995 | Duisburg                    | Tyskland      |
|  | 1997 | Härnösand                   | Sverige       |
|  | 1999 | Aten                        | Grekland      |
|  | 2001 | Papendahl                   | Nederländerna |
|  | 2003 | Minsk                       | Vitryssland   |
|  | 2005 | EM genomförs inte           | ...           |
|  | 2007 | Warszawa                    | Polen         |
|  | 2009 | Tel Aviv                    | Israel        |
|  | 2011 | EM genomförs inte           | ...           |
|  | 2014 | Łomianki                    | Polen         |
|  | 2016 | Košice                      | Slovakien     |
|  | 2020 | Inställt på grund av Corona | ...           |

### Världsmästerskap
|  | 1998 | Nagano                      | Japan         |
|  | 2000 | Oslo                        | Norge         |
|  | 2002 | Warszawa                    | Polen         |
|  | 2004 | Tokyo                       | Japan         |
|  | 2006 | Papendahl                   | Nederländerna |
|  | 2008 | Minsk                       | Vitryssland   |
|  | 2010 | Hannover                    | Tyskland      |
|  | 2012 | VM genomförs inte           | ...           |
|  | 2013 | Tokyo                       | Japan         |
|  | 2015 | Rom                         | Italien       |
|  | 2017 | Malle                       | Belgien       |
|  | 2019 | Bonn                        | Tyskland      |
|  | 2021 | Inställt på grund av Corona | ...           |